# Henry Michel du Tennetar
Henry Michel du Tennetar (1742-1800) est un médecin français. Il fut le premier professeur de chimie de la faculté de médecine de Nancy.

## Biographie
Fils d’un maître tailleur, Henry Michel voit le jour à Metz, dans les Trois-Évêchés, le 22 février 1742. Adolescent, il rentre comme aide-soignant à l’Hôpital militaire du Fort Moselle de Metz. Il se rend ensuite à Paris, puis revient à Metz en 1765. Membre de la Société des Philatènes de Metz, il fait des études de médecine à Nancy, où il obtient un doctorat. En 1770, Henry Michel, qui signe alors Michel du Tennetar, part à Paris et se forme à la médecine avec Pierre Isaac Poissonnier, un ancien inspecteur des hôpitaux militaires. Il suit alors probablement les cours des chimistes Balthazar Georges Sage et de Pierre Joseph Macquer.
De retour en Lorraine en 1775, Henry Michel du Tennetar est recruté comme médecin stipendié à Nomeny. Correspondant du Collège royal de médecine de Nancy, il s’associe avec un apothicaire pour enseigner la chimie à partir de 1776. La Faculté de médecine crée pour lui une chaire de chimie à Nancy. Sollicité en 1778 par la ville de Metz pour donner un cours similaire, il retourne à Metz, où il s’installe comme médecin. Membre de la Société royale des sciences et des arts de Metz, il est nommé médecin militaire en 1782, chargé de la salubrité publique à Metz. En 1790, Michel du Tennetar est nommé professeur de chimie à l’École d’artillerie, puis professeur de physique et chimie à l'École centrale de la Moselle.
Henry Michel du Tennetar décéde à Metz, le 11 décembre 1800.

## Œuvres et publications
- Lettre à M. P***, doct. méd., sur les flux dyssentériques, épidémiques en Lorraine, 1777.
- Élémens de chymie, rédigés d'après les découvertes modernes, ou Précis des leçons publiques de la Société royale des sciences et des arts de Metz, Gerlache, 1779.
- Avis aux Messins sur leur santé, ou Mémoire sur l'état habituel de l'atmosphère à Metz et ses effets sur les habitans de cette ville, impr. de C.-S. Lamort, 1778.
- Mémoire sur l'état de l'atmosphère à Metz et ses effets sur les habitans de cette ville, ou Réflexions sur les dangers d'une atmosphère habituellement froide et humide, et les moyens de les préveni, C.-S. Lamort, 1778.
- Tableau de l'économie animale, C.-S. Lamort, 1769.
- Essai sur les moyens d'améliorer les études actuelles des collèges, C.-S. Lamort, 1769.
- Eléments de séméiotique. Dictionnaire des symptômes, Société typographique de Bouillon, 1777.

## Sources
- Pierre Labrude; Claire Nihotte : La chimie en Lorraine au siècle des lumières : Henry Michel du Tennetar (1742-1800), professeur de chimie à Nancy puis à Metz, in Les Cahiers lorrains, Société d'histoire et d'archéologie de la Lorraine, N°3-4, 2006 (en ligne).
- Pierre Labrude : Henry Michel du Tennetar (1742-1800), premier professeur de chimie de la Faculté de médecine de Nancy (1776-1780), La lettre du musée, Association des amis du musée de la Faculté de médecine de Nancy, 2004, n°27, p. 2-4 ; Recueil 1997-2006 (p. 126-128).
- Labrude Pierre. Le début de l'enseignement de la chimie médicale en Lorraine : Claire Nihotte, "Michel du Tennetar (1742-1800), Les origines de l'enseignement de la chimie en Lorraine"", Revue d'histoire de la pharmacie, 2004, vol. 92, n° 341 (pp. 141–142) (en ligne).
- Élie Fleur : Notice biographique sur Henry Michel, dit du Tennetar, Mémoires de l’Académie nationale de Metz, 1934, vol. 15 (p. 201-225).
- Émile-Auguste Bégin : Michel surnommé du Tennetar, in Biographie de la Moselle ou histoire par ordre alphabétique de toutes les personnes nées dans ce département qui se sont fait remarquer..., Metz, Verronnais, 1831, vol. 3 (p. 272-280).